# Pkill

pkill — unix-утилита, с помощью которой можно найти процесс или послать сигнал процессу по имени и другим атрибутам. Утилита pkill работает аналогично pgrep, но каждому соответствующему критериям поиска процессу посылается сигнал, аналогично kill, вместо выдачи идентификатора процесса. Имя или номер сигнала можно указать как первую опцию командной строки pkill.
pkill была изначально написана для операционной системы Solaris 7, а позже портирована на Linux и FreeBSD.

## Использование
- pkill [-сигнал] [-fnvx] [-P список_ppid] [-g список_групп] [-s список_sid] [-u список_euid] [-U список_uid] [-G список_групп] [-J список_projid] [-t список_терминалов] [-T список_taskid] [шаблон]

Подробную информацию о каждом параметре программы можно узнать на справочной странице man.

## Примеры
Завершить работу последнего запущенного окна xterm:
```
pkill -n xterm
```